# Waetchanan

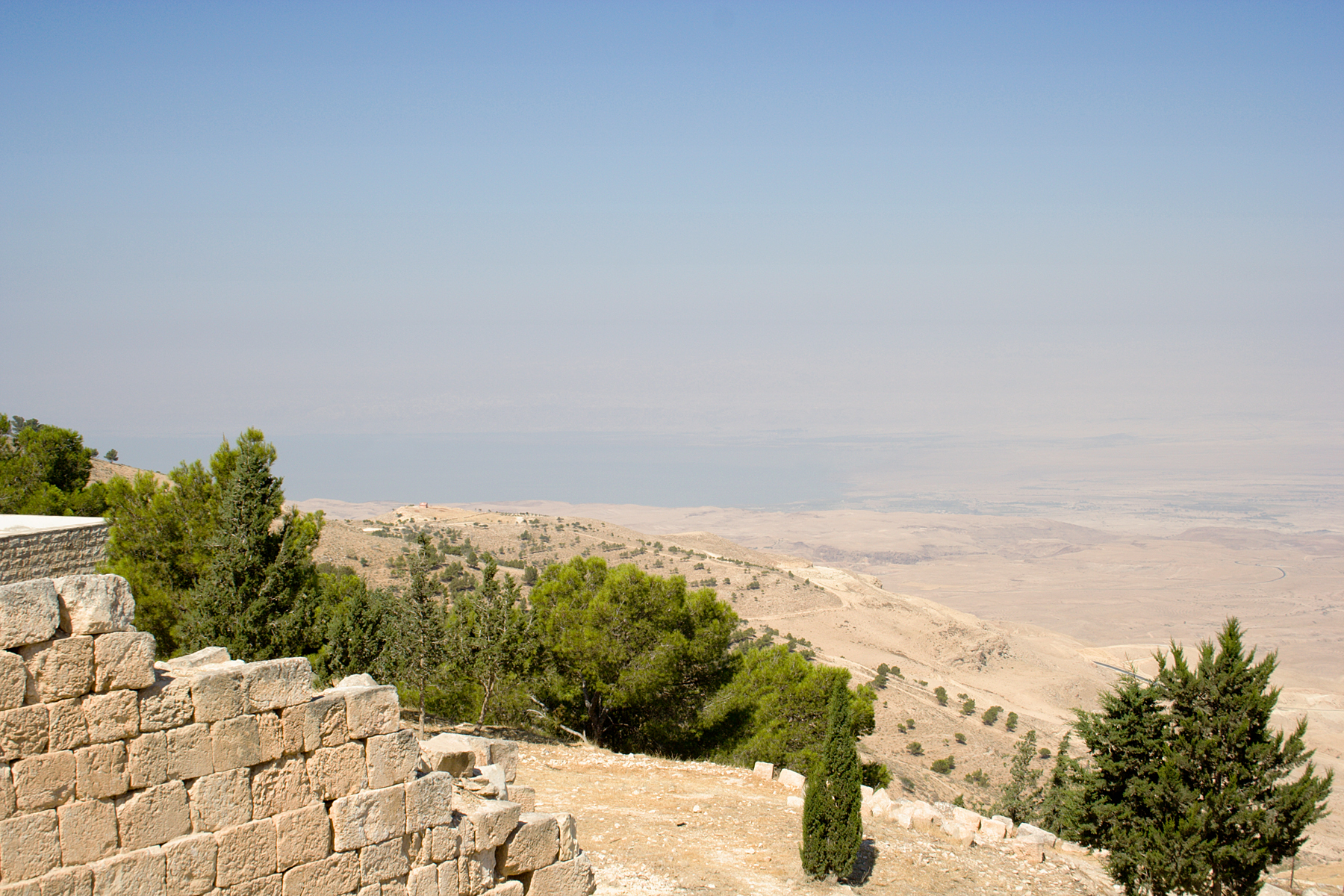
Blick auf das tote Meer vom Berg Nebo

Waetchanan (Biblisches Hebräisch וָאֶתְחַנַּן ‚ich flehte‘) bezeichnet einen Leseabschnitt der Tora
mit dem Text
Deuteronomium/Dewarim 3,23–7,11 (3,23-29 ; 4 ; 5 ; 6 ; 7,1–11 ).
Es ist die Lesung des 2. oder 3. Sabbats im Monat Aw.

## Wesentlicher Inhalt
Die Fortsetzung der Rückblicksrede des Mose beginnt mit seiner damaligen Bitte, doch ins verheißene Land jenseits des Jordans einwandern zu dürfen, der Ablehnung Gottes und der Einsetzung Josuas. Es folgt eine Ermahnung, die Tora nicht zu ändern und die Gesetze zu halten. Drei Zufluchtstädte werden genannt.
Die zentralen Glaubensinhalte Israels werden wiederholt: die Zehn Gebote und das Schma-Israel-Gebet. Die Grundforderungen Gottes sind Liebe und Furcht. Zur Vernichtung der sieben kanaanitischen Völker (Hethiter, Girgaschiter, Amoriter, Kanaaniter, Perisiter, Hiwiter und Jebusiter) und zur Vermeidung von Mischehen mit ihnen wird aufgerufen und die Heiligkeit des Volkes Israels wird wiederholt.

## Haftara
Die zugehörige Haftara ist Jesaja 40,1–26 .